# Tchéky Karyo
Tchéky Karyo (nascido em 4 de outubro de 1953) é um ator e músico turco-francês. Começando sua carreira como ator no palco em obras clássicas e contemporâneas, ele começou a trabalhar como ator de personagem em filmes na década de 1980. Ele atuou em vários filmes de diretores de Hollywood e franceses, incluindo Luc Besson. Ele foi indicado ao prêmio César de Ator Mais Promissor por sua atuação no filme La Balance de 1982.
Filho de pai turco e mãe grega, Tchéky foi criado na França. Foi casado com a atriz Isabelle Pasco.

## Filmografia
- Le retour de Martin Guerre (1982)
- Toute une nuit (1982)
- Que les gros salaires lèvent le doigt!!! (1982)
- La balance (1982)
- Le marginal (1983)
- La Java des ombres (1983)
- Les Nuits de la pleine lune (1984)
- Le Matelot 512 (1984)
- L'air du crime (1984)
- L'amour braque (1985)
- Grottenolm (1985)
- Contes clandestins (1985)
- L'unique (1986)
- Bleu comme l'enfer (1986)
- États d'âme (1986)
- Le Moine et la sorcière (1987)
- Spirale (1987)
- L'Ours (1988)
- La Maison dans la dune (1988)
- Australia (1989)
- Corps perdus (1990)
- Nikita (1990)
- La Fille des collines (1990)
- Vincent and Me (1990)
- A Grande Arte (1991)
- L'Affût (1992)
- La Villa del venerdì (1992)
- 1492: Conquest of Paradise (1992)
- Isabelle Eberhardt (1992)
- L'Atlantide (1992)
- Trop près des Dieux (1992)
- And the Band Played On (1993)
- La Cité de la peur (1994)
- Nostradamus (1994)
- L'Ange noir (1994)
- Innocent Obsession (1994)
- Zadoc et le bonheur (1995)
- Bad Boys (1995)
- Operation Dumbo Drop (1995)
- Crying Freeman (1995)
- GoldenEye (1995)
- Colpo di luna (1995)
- Terra Estrangeira (1996)
- Albergo Roma (1996)
- To Have and to Hold (1996)
- Va' dove ti porta il cuore (1996)
- Habitat (1997)
- Addicted to Love (1997)
- Dobermann (1997)
- Les mille merveilles de l'univers (1997)
- From the Earth to the Moon (1998) - minissérie
- Passaggio per il paradiso (1998)
- Que la lumière soit (1998)
- Wing Commander (1999)
- Babel (1999)
- Comme un poisson hors de l'eau (1999)
- My Life So Far (1999)
- The Messenger: The Story of Joan of Arc (1999)
- Arabian Nights (2000)
- Saving Grace (2000)
- The Patriot (2000)
- Le roi danse (2000)
- Le fabuleux destin d'Amélie Poulain (2001) - não creditado
- Kiss of the Dragon (2001)
- The Good Thief (2002)
- Cinemagique (2002)
- Utopia (2003)
- The Core (2003)
- Blueberry (2004)
- Taking Lives (2004)
- Tempesta (2004)
- Ne quittez pas! (2004)
- Un long dimanche de fiançailles (2004)
- Jacquou le croquant (2006)
- The Lark Farm (2007)
- La Masseria Delle Allodole (2007)